# 張慧雯 (香港)
張慧雯（英語：Lizabeth Chang，1990年11月10日—），加拿大多倫多華裔，2009年多倫多華裔小姐冠軍及2010年國際中華小姐的季軍，曾為無綫電視旗下經理人合約女藝員。2012年，張慧雯首度演出劇集《On Call 36小時》擔任女主角之一「簡晶晶」而為人熟悉。2014年，張慧雯在古装剧集《寒山潛龍》擔任其中一位主演女角「馬雲苓／關超」，令觀眾印象深刻。2015年，張慧雯首度在影壇亮相，在《賭城風雲II》飾演劉嘉玲戲裡莫愁身邊的女特工名為藍。在2016年，張慧雯再次拍攝電視劇《完美判侶》擔任女配角「Cindy」，飾演一名paralegal實習律師。張慧雯於2017年與TVB滿約後並無續約，立志轉型成為香港執業律師。 2023年於英國倫敦大學法律系以二級榮譽成功畢業。

## 簡歷
張慧雯出生於香港，六歲半時舉家移民到加拿大溫哥華，其後又隨家人移居到多倫多生活。張慧雯曾在加拿大的Unionville High School讀中學，當時已被取錄為視覺藝術學系（Arts York Program）的學生，隨後升讀加拿大著名安大略省的安省美術學院。
2009年12月，張慧雯參選2009年度多倫多華裔小姐成為8號的候選佳麗。在總決賽上，她贏得了冠軍、最上鏡小姐和魅力傳城大獎。其後，張慧雯代表多倫多於2010年10月前往香港及中國大陸參加由香港無綫電視主辦之2010年度國際中華小姐成為18號的候選佳麗。在比賽開始已成為了大熱門，並被各傳媒稱謂酷似前一屆多倫多華裔小姐冠軍苟芸慧。2010年11月5日國際中華小姐在中國天津市舉行，張慧雯是佳麗裡最年幼而最終贏得季軍的華裔小姐。
張慧雯於2017年TVB合約圓滿，曾一度北上發展拍攝網劇，電影及登台，亦曾獲ViuTV邀請拍攝節目，於2018淡出香港娛樂圈。她其後已重返校園，於香港大學專業進修學院修讀法律，以優異成績考入英國倫敦大學法學學士學位課程LLB，至2023年順利以二級榮譽優異成績獲得畢業資格。

## 個人生活

### 家庭
父亲張濟平，無綫電視普通話配音員。

## 演出作品

### 電視劇（無綫電視）
| 首播             | 劇名           | 角色                   |
| 2012年           | On Call 36小時 | 簡晶晶                 |
| 2012年           | 巴不得媽媽...  | 繆星河（青年）         |
| 2013年           | 仁心解碼II     | 賴瑤星之女友（第24集） |
| On Call 36小時II | 簡晶晶         |                        |
| 愛·回家          | 金小玲         |                        |
| My盛Lady         | 艷女           |                        |
| 2014年           | 寒山潛龍       | 馬雲苓／關超           |
| 2015年           | 收規華         | 藍彩蝶                 |
| 2016年           | 完美叛侶       | 鄺倩儀                 |

### 電視節目（無綫電視）
- 2011年：《華麗明星賽》：Star Ladies之一
- 2011年：《正識第一》第2輯：「學貫中西」環節主持
- 2011年：《魔法擂台》「美女觀魔團」團員/表演嘉賓
- 2011年：《千奇百趣省港澳》
- 2012年：《今日VIP》
- 2012年：《勁食日本一》：主持
- 2012年：《姊妹淘》
- 2012年：《博愛歡樂傳萬家》：Star Ladies之一
- 2012年：《千奇百趣高B班》
- 2016年：《Sunday好戲王》

### 電影
| 首播   | 劇名           | 角色 |
| 2015年 | 賭城風雲II     | 小藍 |
| 2017年 | 呼喚你心中的愛 | 夏嚥 |

## 獎項
- 2009年多倫多華裔小姐 - 冠軍、最上鏡小姐、魅力傳城大獎
- 2010年國際中華小姐 - 季軍

## 外部連結
- 張慧雯的新浪微博 （页面存档备份，存于）
- 張慧雯的Instagram帳戶
- 加拿大娱樂生活雜誌介紹張慧雯
- 國際中華小姐2010 - 張慧雯簡介 （页面存档备份，存于）

| 前任： 苟芸慧 | 多倫多華裔小姐競選冠軍 2009年 | 繼任： 譚曉榆 |

1. ↑  . 大公報. 2010年11月6日. （原始内容存档于2011年4月15日）.
2. ↑  . 東方日報. 2024-03-06  [2024-05-13]. （原始内容存档于2024-03-10）.
3. ↑  . 星島日報. 2021-03-27  [2024-05-13]. （原始内容存档于2024-05-12）.
4. ↑  . 文匯報. 2016-07-11  [2024-05-13]. （原始内容存档于2024-05-12）.